# Onimusha: Warlords
Onimusha: Warlords (鬼武者 武将?), conocido en Japón como Onimusha es un videojuego de acción y aventura hack & slash de 2001 desarrollado y publicado por Capcom para la PlayStation 2. Es la primera entrega de la serie Onimusha. En 2002 se lanzó una forma actualizada como Genma Onimusha (japonés: 幻魔 鬼武者) para Xbox. La versión original de Warlords se adaptó a Microsoft Windows, aunque solo estuvo disponible en China y Rusia. En 2018 se lanzó una remasterización para Nintendo Switch, PlayStation 4 y Xbox One, seguida de una versión para Windows en 2019.
La trama del juego se ambienta en el periodo Sengoku y se centra en el samurái Samanosuke Akechi, quien lucha contra las fuerzas de Nobunaga Oda. Tras la muerte de Nobunaga en combate, Samanosuke emprende una misión para salvar a la princesa Yuki de los demonios que colaboran con las fuerzas de Nobunaga. El jugador controla a Samanosuke y a su compañera, la ninja Kaede, en su lucha contra los demonios.
Si bien el juego toma prestados elementos de la propia serie de terror y supervivencia Resident Evil de Capcom, como la resolución de acertijos y una cámara fija, el juego se centra más en el género de juegos de acción con Samanosuke poseyendo múltiples armas que se pueden mejorar al derrotar a varios enemigos. Capcom originalmente quería lanzar el juego para la PlayStation original, pero el lanzamiento cercano de su versión de próxima generación resultó en que el proyecto fuera descartado.
Tras su lanzamiento, Onimusha: Warlords alcanzó una gran popularidad, convirtiéndose en el primer juego de PlayStation 2 en alcanzar el millón de ventas. Sus ventas finalmente superaron los dos millones de unidades en todo el mundo. El juego tuvo una excelente acogida por parte de las editoriales de videojuegos y fue reconocido como uno de los mejores títulos de la consola. Le siguieron dos secuelas directas para la misma consola y otros tres juegos de la franquicia.

## Jugabilidad
Onimusha: Warlords presenta fondos pre-renderizados. El jugador controla principalmente al espadachín Samanosuke Akechi en su lucha contra los demonios. El juego equilibra la acción con puzles que implican interactuar con el entorno y obtener objetos para progresar.
El jugador comienza el juego con una katana estándar y puede obtener armas de largo alcance con un suministro limitado. A medida que avanza, el protagonista, Samanosuke, puede obtener tres armas elementales: Raizan, Enryuu y Shippuu, cada una con un ataque mágico elemental. A medida que los enemigos son derrotados, liberan almas de diferentes colores que se absorben al usar el guantelete demoníaco en la muñeca de Samanosuke: las almas rojas actúan como "moneda" que se puede usar para mejorar el armamento, las almas amarillas recuperan salud, mientras que las almas azules recuperan poder mágico que se usa para realizar las habilidades elementales de cada arma.
Algunas secciones se juegan con la asistente de Samanosuke, la kunoichi Kaede. Ella tiene sus propias armas distintivas y habilidades acrobáticas, pero no puede absorber almas.

## Argumento
Durante la Batalla de Okehazama, Samanosuke, del clan Akechi, observa, pero es atacado por los hombres de Imagawa Yoshimoto. Aunque Nobunaga Oda venció a Yoshimoto, resulta herido de muerte y se le da por muerto. Un año después, Samanosuke recibe una carta de su prima, la princesa Yuki, del clan Saitō, pidiéndole ayuda, ya que teme que monstruos estén detrás de la desaparición de sus sirvientes. Acompañado por Kaede, Samanosuke llega demasiado tarde al Castillo Inabayama, ya que Yuki es secuestrada mientras él y Kaede se separan para recuperar terreno. Tras ser derrotado por un monstruo al intentar rescatar a Yuki, Samanosuke recibe la visita de los doce oni, quienes le otorgan el poder de vencer a los monstruos que secuestraron a Yuki, los Genma, y sellar sus almas en un guante místico. Mientras busca a Yuki, Samanosuke encuentra un laboratorio y se encuentra con el científico Genma Guildenstern, quien descubre que los Genma han resucitado a Nobunaga para servirles antes de matar a Reynaldo, la creación de Guildenstern. Más tarde, Samanosuke se encuentra con Tokichiro, sirviente de Nobunaga, mientras intenta reclutarlo, antes de reunirse con Kaede mientras siguen al niño Yumemaru, a quien Yuki tomó bajo su cuidado. Cuando Samanosuke descubre que Yumemaru ha sido secuestrado, Tokichiro le informa que Yuki es esencial para un sacrificio humano donde el dios de los Genmas, Fortinbras, bendecirá su sangre, la cual Nobunaga beberá para obtener el poder de destruir al clan Saitō.
Tras salvar a Yumemaru de Genma Marcellus, Samanosuke lo deja con Kaede mientras busca a Yuki bajo tierra. Pero mientras Tokichiro atrapa a Samanosuke, Kaede es noqueada por Genma, que se parece a Samanosuke, mientras que Yumemaru es raptado por una mujer. Al despertar, Kaede es llevada a la prisión y encuentra a Yuki encerrada en una celda. Guildenstern llega y deja a Kaede a su suerte a manos de un poderoso Genma, solo para que ella lo mate mientras escapa. Samanosuke despierta y mata a su doble en el pasaje subterráneo. Regresa a la fortaleza y encuentra a Yumemaru con la mujer que se presenta como Genma Hécuba, quien asume su verdadera forma y lo transporta al inframundo con Samanosuke tras él. Acompañado por Kaede, Samanosuke descubre que su familia pretende matar a Yumemaru antes que a Yuki para aumentar su dolor y potenciar su sangre para Nobunaga. Samanosuke mata a Hécuba. Mientras Samanosuke atraviesa la puerta demoníaca, se encuentra con Guildenstern, quien invoca a un Marcellus mejorado. Tras derrotarlo, Samanosuke se dirige a la sala del trono de Fortinbras, donde encuentra a Yuki y Yumemaru atrapados en el piso superior. Antes de que pueda liberarlos, Fortinbras entra en la sala e invoca a Nobunaga antes de que el monstruo ataque a Samanosuke. Tras derrotar a Fortinbras, Samanosuke libera a Yumemaru y Yuki mientras Kaede entra en la sala.
Mientras huyen de la cámara que se derrumba, Samanosuke es agarrado por Fortinbras mientras Kaede, Yumemaru y Yuki se ven obligados a escapar. Un poco de sangre de Samanosuke cae sobre el guantelete, activándolo y transformándolo en un Onimusha. En su estado de Onimusha, Samanosuke mata a Fortinbras apuñalándolo en el ojo central. Al transformarse de nuevo en humano, se encuentra con Nobunaga y ambos se miran fijamente mientras la habitación continúa derrumbándose. Se desconoce qué ocurre entre Samanosuke y Nobunaga. Durante la secuencia final, Yuki y Yumemaru siguen el consejo de Samanosuke y viajan por el mundo, mientras que Kaede muere 14 años después en una batalla (en el final original, se dice que Kaede continuó buscando a Samanosuke, pero no lo encontró; sin embargo, esto se corrigió en Onimusha Blade Warriors, donde sí lo encontró y trabajaron juntos para derrotar a los Genma). Tras los créditos finales, se ve a Samanosuke con vida, observando el Castillo de Inabayama desde lejos antes de partir hacia un lugar desconocido.

## Desarrollo
Los orígenes de Onimusha se remontan a 1997, cuando Yoshiki Okamoto, de Capcom, comentó a la revista Dengeki Nintendo 64 su idea para una versión ninja de Resident Evil (1996) que podría llegar a Nintendo 64 o 64DD. El juego se ambientaría en una "casa ninja" llena de trampas explosivas, similar a la mansión de Resident Evil, donde las batallas se libran con espadas y shurikens. En una entrevista de 2003 con GameCenter CX, Keiji Inafune explicó que el proyecto comenzó cuando propuso a los ejecutivos de la compañía una versión de Resident Evil ambientada en el periodo Sengoku, a la que llamó "Sengoku Biohazard". El desarrollo comenzó en PlayStation, y a Inafune se le proporcionó Resident Evil 1.5 como base para el nuevo juego.
Onimusha fue planeado por Capcom como una trilogía. Su primer título se desarrolló originalmente para PlayStation, pero el proyecto finalmente se trasladó a PlayStation 2. La versión para PlayStation fue descartada y nunca se lanzó. Estaba completa al 50% antes de ser cancelada. El entusiasmo del equipo de Onimusha por las capacidades de la PlayStation 2 provocó ese cambio. Desarrollaron el juego basándose en la consola de la serie Resident Evil.
La trama del juego fue escrita por Noboru Sugimura y Flagship. La historia se ambienta en el período Sengoku debido a que sus múltiples conflictos podrían proporcionar un trasfondo interesante para la trama. Si bien el histórico Oda Nobunaga puede considerarse un héroe o un villano, Capcom eligió retratarlo como este último. Los movimientos de los personajes se crearon mediante captura de movimiento. El actor de cine y cantante Takeshi Kaneshiro fue el modelo de personaje y actor de voz japonés de Samanosuke Akechi.
La música orquestal del juego se atribuye al compositor Mamoru Samuragochi. Según Time: «Para grabarla, Samuragochi convenció a los productores para que contrataran una orquesta de 200 músicos, incluyendo músicos que tocaban instrumentos tradicionales como la flauta japonesa y los tambores taiko. El resultado es a la vez cautivador e inspirador, que recuerda a las majestuosas bandas sonoras de películas como Lawrence de Arabia». Mamoru admitió más tarde en 2014 que le ordenó a su orquestador Takashi Niigaki que escribiera la música para el juego, y Samuragochi se atribuyó todo el mérito de la composición.
En la traducción al inglés de Onimusha: Warlords, la palabra oni se tradujo como ogro y la palabra genma como "demonio". En todos los juegos posteriores de la serie, las palabras genma y oni se han conservado intactas en los guiones en inglés. Fue el único juego de la serie que ofrecía a los jugadores la opción de escuchar el doblaje en inglés o japonés con subtítulos (esta opción no estaba disponible en la versión PAL del Reino Unido/UE) hasta la cuarta entrega, que también contaba con esta función.
Capcom gastó entre 5 y 10 millones de dólares en marketing para el lanzamiento del juego para PlayStation 2.

## Genma Onimusha
Onimusha: Warlords fue portado a Xbox en 2002 bajo el título Genma Onimusha. La versión de Xbox contiene muchas actualizaciones del juego, incluidos mejores gráficos, nuevas incorporaciones de juego y un nuevo audio Dolby Digital 5.1. No se han añadido nuevas armas, pero el jugador ahora puede encontrar tres armaduras diferentes: un traje de ninja shinobi, una armadura de samurái gris y una armadura de samurái con máscara completa. Al equiparla, el modelo del personaje también cambia. Se han eliminado las armaduras originales de la versión de PlayStation 2. La principal zona explorable es una nueva zona de torre, que al completarse otorgará a Samanosuke la mejor armadura del juego. Además de los nuevos conjuntos de armadura, la dificultad también se ha incrementado con nuevas ubicaciones de enemigos, que además se vuelven superpoderosos si absorben la nueva alma verde antes que el jugador. El nuevo enemigo principal es una muñeca asesina que aparece en ciertas zonas programadas, siguiendo al personaje e infligiendo un daño considerable. La muñeca es invencible y Samanosuke no puede derrotarla en el juego.
Además, la segunda gran diferencia en Genma Onimusha es la inclusión de almas verdes. Cuando el jugador posee cinco almas verdes, puede activar invulnerabilidad temporal con una recarga de salud lenta. Los jugadores suelen enfrentarse a tira y afloja con los enemigos por la posesión de almas verdes; si un demonio absorbe un alma verde, este obtendrá nuevos ataques y verá un aumento drástico en su defensa. Liberarán una mayor cantidad de almas al morir. Por último, Samanosuke ahora puede cargar sus ataques mágicos, infligiendo más daño con cargas más largas.

## Remasterizado
Una remasterización para Nintendo Switch, PlayStation 4 y Xbox One se lanzó el 20 de diciembre de 2018 en Japón y el 15 de enero de 2019 en otros territorios. La versión para Windows a través de Steam se lanzó en todo el mundo en enero de 2019. Esta es una remasterización del juego original y no incluye ninguna característica de Genma Onimusha. El juego se presenta en HD, con gráficos más nítidos y una tasa de fotogramas más fluida. Entre las novedades se incluye la posibilidad de jugar en pantalla panorámica, con desplazamiento hacia arriba o hacia abajo según la ubicación del jugador. Los jugadores pueden elegir entre controles de tanque o movimiento 3D completo. La banda sonora se ha regrabado debido a la controversia con el compositor original, Mamoru Samuragochi. El modelo original de Samanosuke, Takeshi Kaneshiro, regresó para redibujar sus líneas. El jugador puede cambiar de arma en el juego y ya no necesita ir al menú de objetos cada vez que quiera cambiar de arma, pero no puede cambiar de arma durante un combo. La versión remasterizada ha vendido más de 300.000 unidades en todas las plataformas.

## Recepción
Onimusha: Warlords fue un éxito comercial, vendiendo más de 2 millones de copias en todo el mundo, con 1,04 millones de copias vendidas en Japón. El juego obtuvo el nivel Platino en poco menos de un mes en la región, convirtiéndose rápidamente en el juego de PlayStation 2 más vendido de la historia en el momento de su lanzamiento. Para julio de 2006, la versión para PlayStation 2 de Onimusha: Warlords había vendido 800.000 copias y recaudado 28 millones de dólares en Estados Unidos. Next Generation lo clasificó como el 75.º juego más vendido lanzado para PlayStation 2, Xbox o GameCube entre enero de 2000 y julio de 2006 en ese país. Las ventas combinadas de la serie Onimusha alcanzaron los 3 millones de unidades en los Estados Unidos en julio de 2006. El vicepresidente de planificación estratégica y desarrollo comercial de Capcom, Christian Svensson, se refirió a los dos primeros juegos de Onimusha como uno de sus títulos más exitosos.
El juego ha recibido críticas positivas. Los críticos elogiaron los gráficos, el sonido y la jugabilidad, pero se quejaron de su corta duración. En Japón, la revista Famitsu le dio a la versión para PlayStation 2 una puntuación de 35 sobre 40 y a la versión para Xbox un 34 sobre 40. A partir de 2010, el juego tiene una puntuación media de GameRankings del 84% para la versión de PlayStation 2, y del 81% para el puerto de Xbox. La versión de Xbox fue nominada a los premios anuales de GameSpot "Mejor historia en Xbox" y "Mejor juego de acción y aventuras en Xbox".
Blake Fischer de Next Generation le dio tres estrellas de cinco a la versión de PS2, diciendo que Onimusha es un juego hermoso, pero que carece del refinamiento de los diseños de juegos más modernos.
En la conferencia SIGGRAPH 2000, Onimusha recibió el premio "Best of Show" por su secuencia de apertura. Complex lo catalogó como uno de los juegos de PlayStation 2 más queridos y extrañados. El crítico de GameSpot dijo que lo llamaron parcial varias veces cuando escribió el artículo sobre el videojuego. En una retrospectiva de 2010, GamePro lo clasificó como el 28.º mejor juego para PlayStation 2. En 2012, FHM incluyó a Kaede del juego entre las nueve "chicas ninja más sexys de los juegos".
La remasterización de 2019 recibió críticas mixtas y positivas. Si bien su jugabilidad de acción fue elogiada por su resistencia al paso del tiempo, se dijo que su apartado visual, diseño y presentación habían quedado obsoletos. La ausencia del contenido adicional de Genma Onimusha también fue criticada. El sitio web de medios de terror Bloody Disgusting le dio un 3.5/5, escribiendo que "debajo de una nueva capa de pintura y algunos ajustes inteligentes, Onimusha: Warlords no es un juego de acción esencial en 2019, pero es una gran modernización de todos modos", mientras que Windows Central le dio a la versión de Xbox One un 4 de 5, llamándola "no perfecta de ninguna manera", pero afirmando que fue una "maravillosa explosión del pasado". En una revisión más crítica, IGN le otorgó al juego un 6.5/10, siendo el veredicto final que Onimusha: Warlords es exactamente como los jugadores lo recuerdan, pero sintieron que no era algo "bueno".

## Legado
El juego generó dos secuelas directas, Onimusha 2: Samurai's Destiny y Onimusha 3: Demon Siege, que siguieron a Samanosuke y más guerreros en su lucha contra Nobunaga Oda. Si bien Demon Siege fue el capítulo final de la historia, Capcom desarrolló Onimusha: Dawn of Dreams debido a la respuesta popular de los fanáticos. Se han creado dos spin-offs, Onimusha Tactics y Onimusha Blade Warriors, centrados en géneros diferentes. Un error en Warlords inspiró al diseñador de juegos Hideki Kamiya en la creación del juego de acción Devil May Cry.